# الأولترايسمو

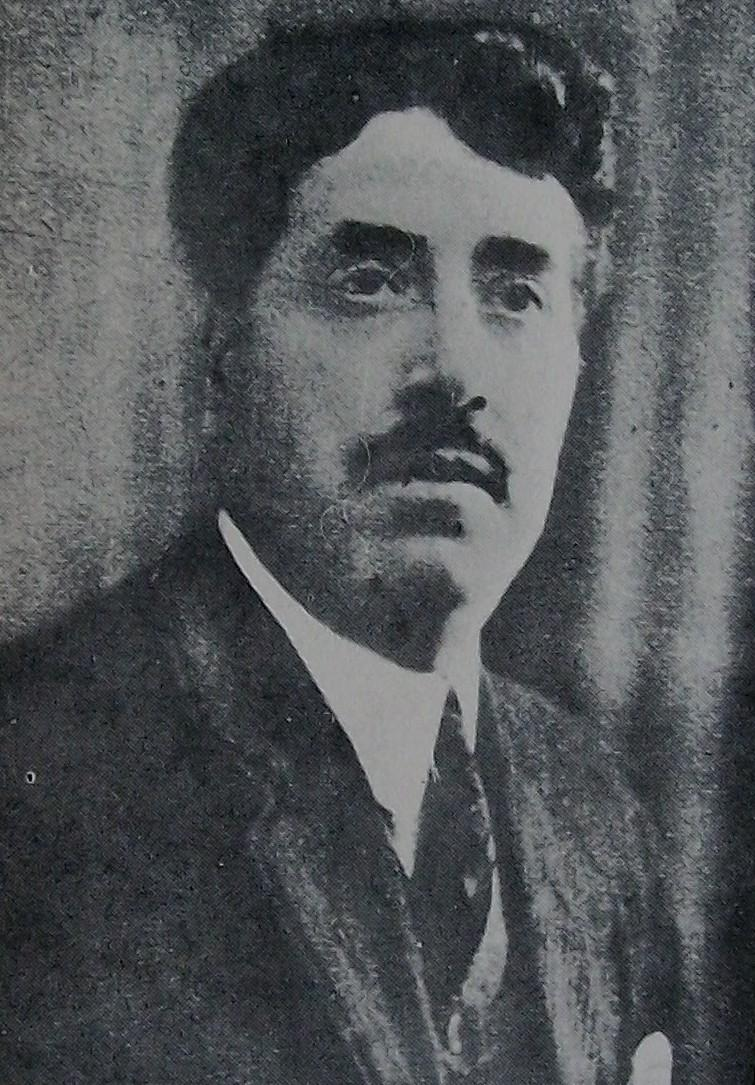
رافائيل كاسينوس أسينس، رائد الأولترايسمو في إسبانيا

الأولترايسمو (بالإسبانية: ultraísmo) أو الماورائية هي حركة أدبية ظهرت في إسبانيا استجابه للرغبة المعلنة لمواجهة تيار الحداثة والتي ظهرت بوضوح في الشعر الإسباني[وصلة مكسورة] في آواخر القرن التاسع والعشرين[وصلة مكسورة]...وقد إنطلقت هذه الحركة من الصالونات الثقافية والأدبية بالمقهى الاستعمارى بمدريد بقيادة رافائيل كاسينوس أسينس وآخرون ساهموا في تكوين جزء من نواه الأولترايسمو منهم: جيرمو دى تورى، خوان لارريا، خيراردو دييجو، بدرو جارفياس، أرنستو لوبيث بارا ولوثيا سانشيث ساورنيل.
تعريف آخر للأُولترايسمو: يعرف بأنة حركة أدبية من حركات الطليعة، كما يُعرف أيضآ بمعارضتة الشديدة لكلآ من الحداثة و جيل التاسع والعشرين[وصلة مكسورة]...ومما هو جدير بالذكر، أن هذا التيار تطور في إسبانيا والأرجنتين(حيث شهدت هناك تطور ملحوظ).

## أصل الأولترايسمو
| أدب إسباني |
| --- |
| |
| أدب ألفونسو العاشر أدب العصور الوسطى الترجمات في العصر الذهبي الإسباني أدب عصر النهضة رواية فروسية رواية شطارية رواية بيزنطية ميغيل دي ثيربانتس أدب الباروك أدب عصر التنوير أدب الرومانسية أدب الواقعية أدب الحداثة الأولترايسمو جيل 98 جيل 1914 جيل 27 جيل الخمسينات رواية اجتماعية إسبانية ما بعد الحرب |
| انظر أيضًا |
| نقد أدبي • الانطباعية • رومانسية المدرسة الإبداعية • النقد أدب بورتوريكو • البوم الأمريكي اللاتيني البرناسي • واقعية أدبية • طبعانية الرومانسية الجديدة • العبثية في الأدب • باروكية • واقعية سحرية حداثة • كلاسيكية • سريالية • رمزية                                                                    |

لقد تأثرت حركة الأولترايسمو بشكل ملحوظ في أصولها بتيار المستقبلية، ولكن على الرغم من ذلك فهي حركة أدبية تامة أو بشكل أكثر تحديدا هي حركة شعرية خالصة. وعلى الرغم من أنها مزجت إنتاجها الأدبى الجمالي مع إنتاجات أدبية أُخرى ولكنها احتفظت بالخاصية المشتركة بينهم.
وتأتي مجلتي جرثيا بإشبيلية (مدريد) وأولترا (مدريد) من أبرز مصادر الأولترايسمو، بالإضافة إلى مصادر أخرى متعلقة بتلك الحركة: ألفار (لا كورونيا) ورفلكتور (مدريد) ورونسيل (فيغو) وهوريثونى (كوكوتا).
يعد وصول خورخي لويس بورخيس لمايوركا في بداية العشرينيات وصداقته مع يعقوب سيرودا سيريان من الأحداث المُميـزة ليس فقط لمُشاركة بورخس في تلك الحركة، وهذا ما أُعلن رسميآ عام 1921 في البيان الذي نشره المذكورين بالإضافة إلى خوان الومار (نجل مخترع مصطلح المستقبلية) وفورتونيو بونانوفا في مجلة بلياريس. لكن أيضا من أجل انتشار هذة الحركة في الأرجنتين فهي البلد الوحيدة من بلاد أمريكا الاتينية[وصلة مكسورة] التي كانت تحتوى على مجموعة الاُولترايسموس (من يتبعون هذا التيار أو من يؤيدونه) ومجلات ذات صلة رسميه بهذة الحركة:مثل لا مورال بريسما ( 1921-1922) و بروا ليرا إيبوكا(1922-1932).أما عن الصفة المميزة للاُولترايسمو في الأرجنتين عن نظيرة في إسبانيا فهي أن الأول دمج عنصريى (الانتماء للبلد والمحاكاة ) معآ...

## الخصائص العامة للحركة
أعلن خورخيه لويس بورخس أهداف الأُولترايسمو في مقال نٌشر في مجلة نحن في بوينس آيرس عام 1921 وهي:
1. تخفيض عناصر الشعر الغنائي في عنصر أساسي والاعتماد عليه: الاستعارة.
2. شطب الجمل الاعتراضية والروابط، وأيضا الجمل التي ليس لها فائدة.
3. حذف أدوات الزخرفة والجماليات
4. دمج صورتين أو أكثر في واحده.
5. صور واستعارات متضاده، غير منطقيه حيث يناقش هذا النوع الجديد من الشعر كلآ من السينما ,الرياضة[وصلة مكسورة] ,التقدم التكنولوجى[وصلة مكسورة], حتى أصبح تناول الموتورات أفضل بكثير من
6. الاتجاه إلى عمل ترتيب طبوغرافي جديد مؤلف من كلمات القصائد، متظاهرا أنه بهذه الطريقة يتم عمل دمج بين الفنون التشكيلية والشعرية.
7. صور واستعارات صادمة وغير منطقية التي تبرز عالم السينما والرياضة والتقدم التقني للمحركات والذي يبدو أفضل من الأبيات التي تتألف من 11 مقطع حرفي.
8. تغذية القافية

ويعد تعبير (أدوات الزخرفة والتجميل)إشارة واضحة إلى تيار الحداثة لروبين داريو والذي يعتبره مؤيدوا الأولترايسمو تيار أو إسلوب يهتم بالتزيين والتجميل..أما عن الأولترايسمو فهو يتفق مع حركات الطليعة في إبعاد العاطفة أو بشكل أوضح إبعاد كل ما هو عاطفى...
وبذلك كان الاولترايسمو قريب من تيار الخلق لبيثنتى هويدوبرو (الشاعر الشيلى), والذي مر بتلك الصالونات الأدبيه والثقافيه للاولترايستاس....وقد أظهر هويدوبرو أن القصيدة كانت دائمآ عملآ جديدآومختلفآ بل ومميزآ فهو خلقآ جديد (كما تخلق الطبيعة الأشجار),,,الموقف الذي يضمن حريه القصيدة مقابلا الواقع، متضمنه في ذلك الواقع الشخصى للمؤلف أو الشاعر..

## بعض امثله من الإنتاج الأدبى للاولترايسمو
أما عن النتاج الأدبى للحركه فلقد ترك الاولترايسمو نتاجآ، ليس بالكثير، ولكنه ذو قيمه كبيرة..ولقد كُتب هذا النتاج الشعرى[وصلة مكسورة] في العديد من الكتب لرواد هذه الحركة,,أمثله.
1. إيلييثيس 'Helices 1923.
2. وللشاعر خيرمينيس دى تورى كتابآ اسمه الصورة  Imagenصدر عام 1923.
3. وكلآ من دليل الفقاعات Manual de espumas1924,وكتاب النسيان 1951 Limbo (بأشعارٍ لإعوامٍ1920-21)، لجييرمو دييجو.
4. جناح الجنوب El ala del surل ف.جرافياس 1926.
5. المرايا (1921) Espejos ل ج.شاباس.
6. قصائد[وصلة مكسورة] الرثاء Poemas póstumos ل ج.دى ثياريا و إثكالنتى عام(1924).[6]

## تأثير الأولترايسمو
وعلى الرغم من المدة القصيرة جدآ للأولترايسمو كتيار أدبى ولكنه أثر بل و ساعد على التجديد في الشعر الإسبانى[وصلة مكسورة] للسنوات العشرين والثلاثين من قرننا هذا.ولقد تمزقت العلاقات والوصائل ببين أشكال الحداثة حديث السقوط والخاصية التجدديه والمفتوحه الخيال وهي خاصيه مميزه للطليعةوهو ما ساعد في تطهير الأجواء الأدبيه كما أنه حث على التجديد ولذلك ظهرت أنواع أخرى من تللك الحركات مثل:
1. التكعيبيه[وصلة مكسورة]
2. المستقبلية[وصلة مكسورة]
3. التخيليه[وصلة مكسورة]

وكثير من حركات الطليعةفهم حركات طليعه يتميزوا بالاسلوب المتطور النافر من كل ما هو تقليدى محب وهائه بكل ما هو جديد بل وغالبآبكل ماهو لايصدق وخارج عن حيز المنطق باحثين في كل ذلك عن الإبداع ومتأثرين فيه بالاجواء المحيطة والتطورات الاتكنولوجيه الجديدة التي حاكوها في كثير من أعمالهم الفنية.وترجع صعوبه تلك الأعمال لكلآ من:الموضوعات التي تبنتها، ظريقه التناول، وشكل القصائد أو الرسومات فمنها من كتب على هيئه حذاء(هذا بالنسبة للشعر),أو على هيئه شمس وأشعتها المشرقه، سياره(وهو ما يعكس التأثر بالتطورات آنذالك).